# Majzén (Argelia)
En Argelia, majzén (en árabe,  مخزن; en francés, Makhzen) hace referencia a la doctrina o modo de gestión estatal del período de la Regencia de Argel (1516-1830), que determinaba la relación entre el Estado central argelino y las tribus locales. El Majzén se configuró ya desde la época fatimí y zirí, desarrollándose sobre todo bajo los ziyánidas.
El origen del «sistema majzén» radica en el debilitamiento de los estados háfsida, meriní y zianí hacia el final de la Edad Media ligado a la presión española en Andalucía y en la costa del Magreb, al avance otomano y a las luchas internas. Estas dinastías pedirán ayuda a las tribus beduinas de Hilal (بنو هلال) para intentar conservar un mínimo de autoridad, a cambio de delegarles el control de partes de su territorio. Este es el sistema iqta: las tribus se encargaban de cobrar los impuestos, y una parte iba al soberano, a quien también debían lealtad militar. Este sistema, que se desarrolló en la época de estas tres dinastías, ya existía bajo los fatimíes y fue especialmente utilizado por la dinastía zianí, considerada la más débil de la época.